# Szombathely–Pinkafő-vasútvonal
Az egykor a Dunántúl nyugati részén, az Alpokaljában fekvő Szombathely–Pinkafő-vasútvonal (németül Pinkatalbahn) a trianoni békeszerződéssel kettéosztott vasútvonal. Magyarországon a MÁV 1959-ben megszüntette a vasútvonalat, míg az osztrák szakasz Vasvörösvártól - Pinkafőig meglévő pályával rendelkezik, az ÖBB tulajdona. A Felsőr-Friedberg szakaszon a személyszállítás 2011. augusztus 1-jén szűnt meg. 2014-ig a Felsőőr és Felsőlövő közötti szárnyvonalon a nyári időszakban nosztalgia járatok közlekedtek.

## Története
A Szombathely-Pinkafői HÉV társaság által épített 52,2 km hosszú vasútvonal a Kőszegi-hegység jelentős ipari- és bányavidékét kapcsolta be a forgalomba. A Szombathely állomástól induló és az akkori országhatárig tartó vasútvonalat 1888. december 12-én nyitották meg.
Mivel a vasútépítéshez Rohonc települése jelentős mértékben hozzájárult, így a nyomvonal, az eredeti elképzeléshez képest, Rohonchoz és Bucsuhoz is közelebb került. A dombvidéki vasút a Kőszegi-hegység déli lábánál, a Pinka folyó völgyében haladt. A vonalon viszonylag sok műtárgy épült, köztük három 20 m nyílású vashíd, valamint jelentős hosszban építettek hóvédművet. A felépítmény 23,6 kg/fm tömegű, „i” jelű sínekből épült.
1903. március 25-én adták át a forgalomnak a Felsőőr–Felsőlövő szárnyvonalat, amely segítségével vasúton is elérhetővé vált a híres Tarcsafürdő, valamint megkönnyítette a felsőlövői bányákból kitermelt barnaszén szállítását. Továbbá tervezték a vonal meghosszabbítását Kirchschlagig, azonban a csekély tőkefedezet miatt a tervet elvetették.
Az első világháborút lezáró trianoni békeszerződéssel, 1921-től a vasútvonal két ország területére került. Miután a vasútvonalat eredetileg csak Pinkafőig építették ki, az osztrák vasúthálózathoz nem kötődött. A vasútvonalat 1925. november 25-én hosszabbították meg Friedbergig, hogy csatlakozzon a Graz és Bécsújhely felé tartó vonalakhoz. A második világháború alatt a Harmadik Birodalom számára a rohonci vasútállomás fontos határátkelési hely volt.
A vasút a jelentőségét 1953. március 1-jétől veszítette el, ekkor szűnt meg a határátmenet a vasfüggöny miatt. A forgalom a vonal magyar szakaszán 1960. január 1-jéig maradt fent napi öt járattal, később a pályát felszedték. Szombathelyen a Pinkafő utcai iparvágányként meghagyott kihúzót - az útátjárók kivételével - 2009-ben bontották el. A vasútvonal emlékét a volt bucsui vasútállomás felújított épülete őrzi a 89-es főút bucsui lehajtójánál.

## Közelmúlt
1968. augusztus 8-án bezárt a felsőlövői bánya, amely a teherforgalom drasztikus csökkenését eredményezte, amit a személyforgalom visszaesése követett. A vasútvonal osztrák részén a személyszállítás fokozatosan szűnt meg: 1982. október 18-án a Rohonc–Nagyszentmihály, 1984. június 2-án a Nagyszentmihály-Felsőőr, majd 1987. június 30-án a Felsőőr-Felsőlövő szakaszon. 1989. augusztus 16. és 1997. nyara között gőzmozdonyok vontatta különvonatok, nosztalgiavonatok jártak a Felsőőr–Felsőlövő szárnyvonalon. Az állomások használatukban megváltoztak, sokszor romos képet mutatnak, minden jellegzetességüktől megfosztva.

## Jelen
2011-ig a személyszállítás már csak Felsőőr és Friedberg között üzemelt, melyet még 2009 decemberéig Nagyszentmihályig is meg kívántak hosszabbítani. A burgenlandi és a GYSEV közlekedésfejlesztési tervei között szerepel a vasútvonal helyreállítása Szombathelyig.
A személyszállítás az alacsony kihasználtság miatt az utolsó szakaszon - Felsőőr–Friedberg között is - 2011. augusztus 1-jétől megszűnt, helyét buszok vették át.
Korábban Felsőőr és Felsőlövő között a nyári szezonban - május 1-jétől október 26-ig - minden vasárnap és ünnepnap naponta összesen ötször közlekedett a múzeumvasút. A Felsőőr állomáson emellett régi vagonokat és a vasútmúzeumot is meg lehet tekinteni.
2014. április 6-ával a múzeumvasút megszűnt és a Nagyszentmihály állomáson található eszközeit elszállították.
2015. április 29-én megállapodást kötöttek arról, hogy Burgenland tartomány 2016-ban átveszi a Felsőőr-Friedberg vasútvonalat az ÖBB-től és fenntartja a teherforgalmat. Teherforgalomban 2011-ben 40.000 tonna, 2015-ben 90.000 tonna, 2016-ban már több, mint 100.000 tonna árut adtak fel. Jellemzően fa- és fémáru szállítását végezték. Az ÖBB-vel végül 2017. szeptember 14-én írták alá a szerződést.
A Felsőőr-Rohonc vasúti szakasz (25 km) 1989. január 1-től a Südburgenländische Regionalbahn tulajdonában áll. Ebből a szakaszból Burgenland tartomány leányválllata 2018. július 23-án megvásárolta az Alsóőr-Nagyszentmihály közötti 8,4 kilométer hosszú és jó műszaki állapotban lévő szakaszát azzal a céllal, hogy a teherforgalmat újraindítsa.
2019. őszétől kezdve több, mint 1,1 millió euróból újult meg Vasvörösvár állomása. A 200 m hosszú rakodóvágánnyal ellátott vasútállomás új vágányhálózatot és ledes térvilágítást kapott. A cél a szomszédos faüzem kiszolgálásának biztosítása volt évi 32.000 tonna faáru közvetlen kirakodásával, amelyet eddig Felsőőrig szolgáló vasúti teherszállítás és onnan teherfuvarozásra kényszerített áruszállítás kiváltása jelentett. A hivatalos átadására 2020. június 5-én került sor.

## Jövő
2015. március 2-án elkészült a GrenzBahn projekt zárójelentése, amely javaslatot tesz a Friedberg-Felsőőr-Szombathely vasútvonalak kiépítésére a hiányzó szakasz újjáépítésével. Burgenlandi oldalon lényegében a jelenlegi nyomvonalra épül, Csajta pedig egy újonnan kialakítandó határátkelési pontnál kapcsolódik. A megépítendő vonal északi irányból csatlakozik a GYSEV meglévő vasúti pályájára a szombathelyi vasútállomáson. E változat nagy előnye, hogy az üzemeltetési koncepció alapján egy óránál rövidebb menetidőt jelent a  két  végállomás – Friedberg  és  Szombathely – között,  ami  Bécs 
és  Bécsújhely  irányába  az Aspangbahn meglévő vonataival való összekapcsolás (szárnykoncepció) révén lehetővé teszi a vonatok továbbközlekedtetését. A menetrendi koncepció megmutatta továbbá, hogy a csomóponti helyzetnek megfelelően Szombathelyről óránként induló járatok érhetőek el, és a vonatok ezáltal Szombathelyen keresztül tovább közlekedhetnek Kismarton és Bécs irányába. A  beruházás várható költsége az osztrák szakaszon kb. 89 millió euró, a magyar szakaszon pedig 30 millió euró, ami 119 millió eurós összköltséget jelent.
Burgenland tartománya már korábban bejelentette, hogy szeretné megvásárolni az ÖBB Osztrák Vasúttársaságtól és üzemeltetni azt.

## Galéria

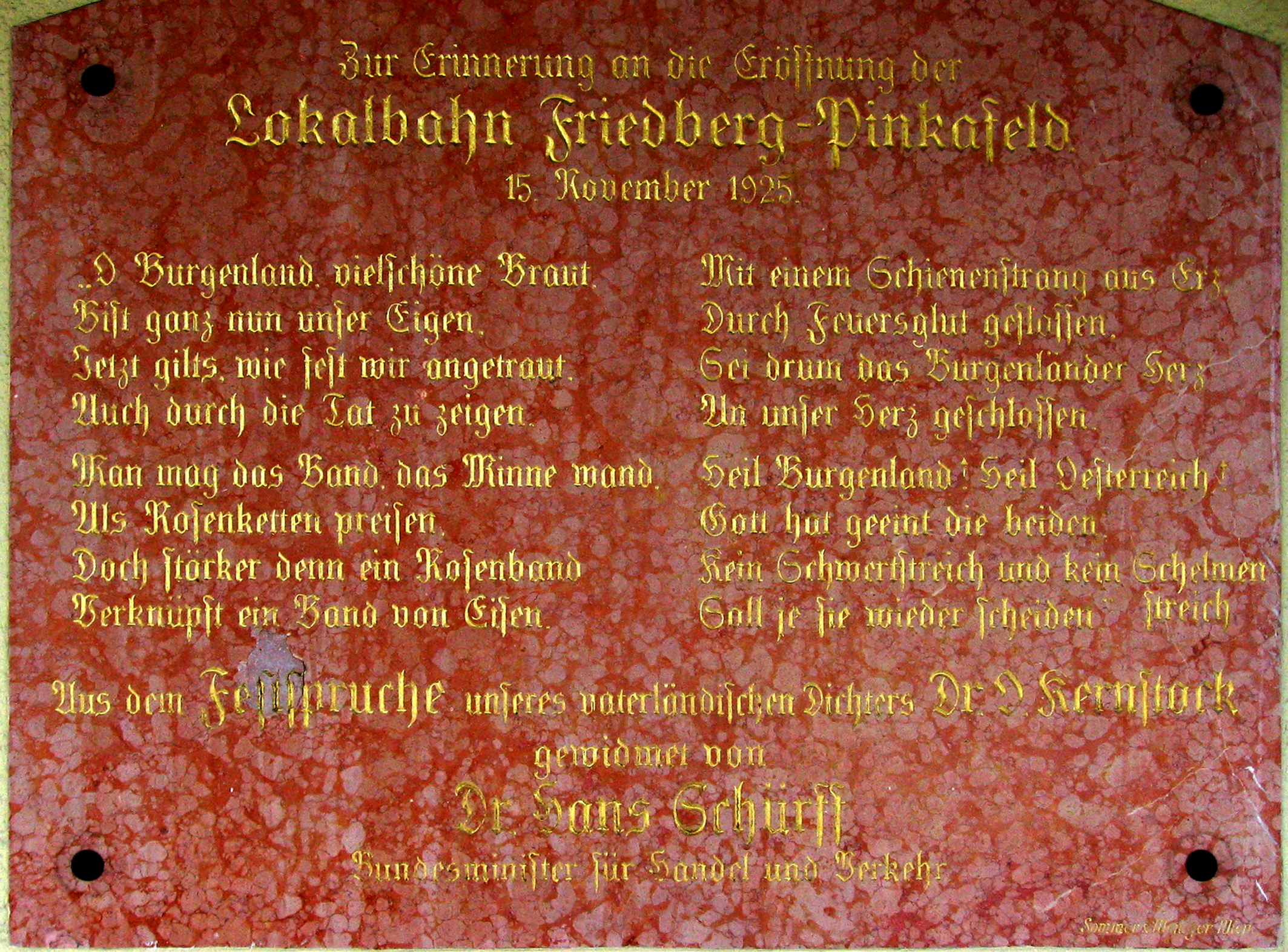
Emléktábla Friedberg vasútállomásán
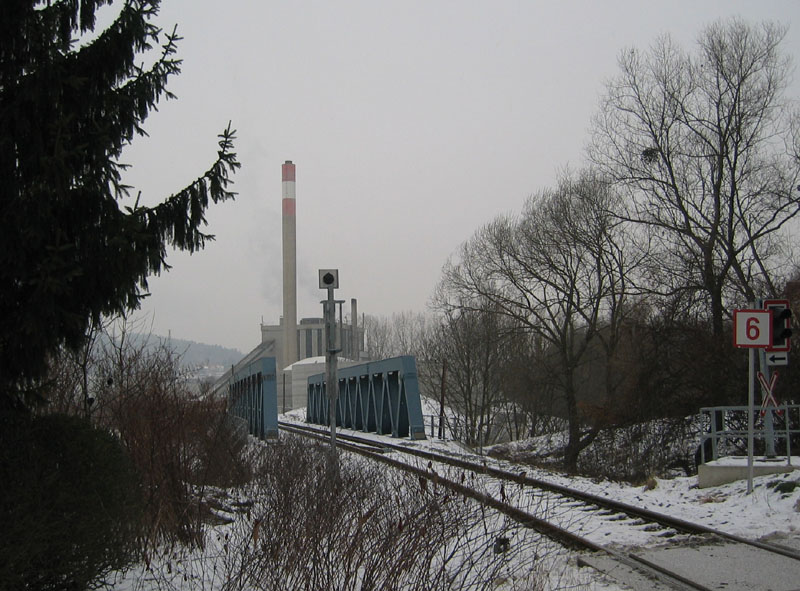
Híd Pinkafőnél
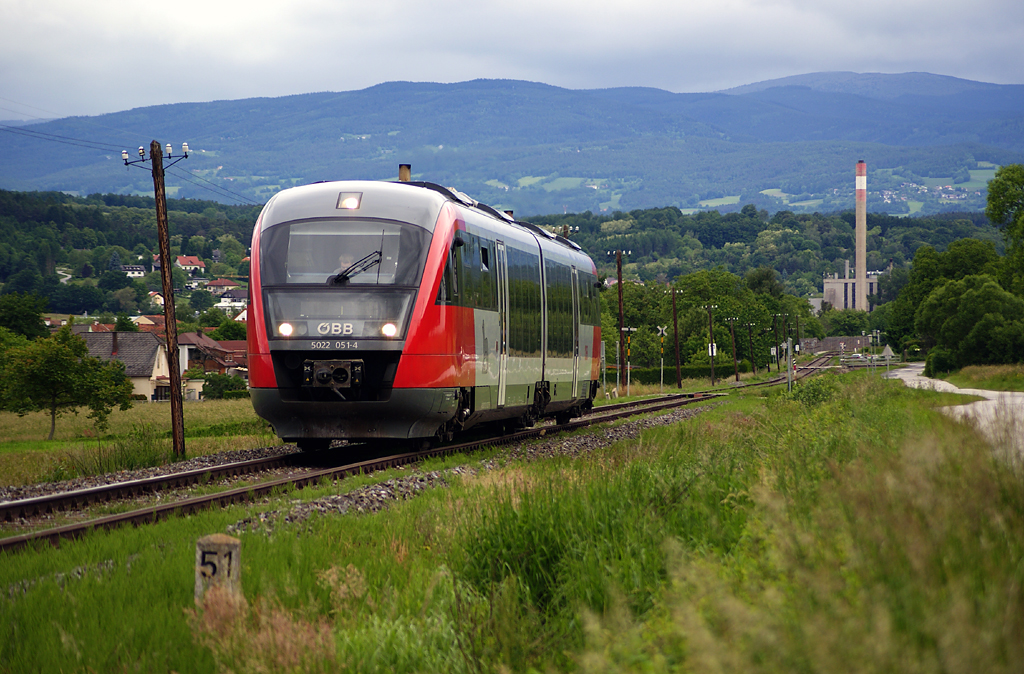
Az ÖBB 5022 számú Siemens Desiro vonata Rödönynél
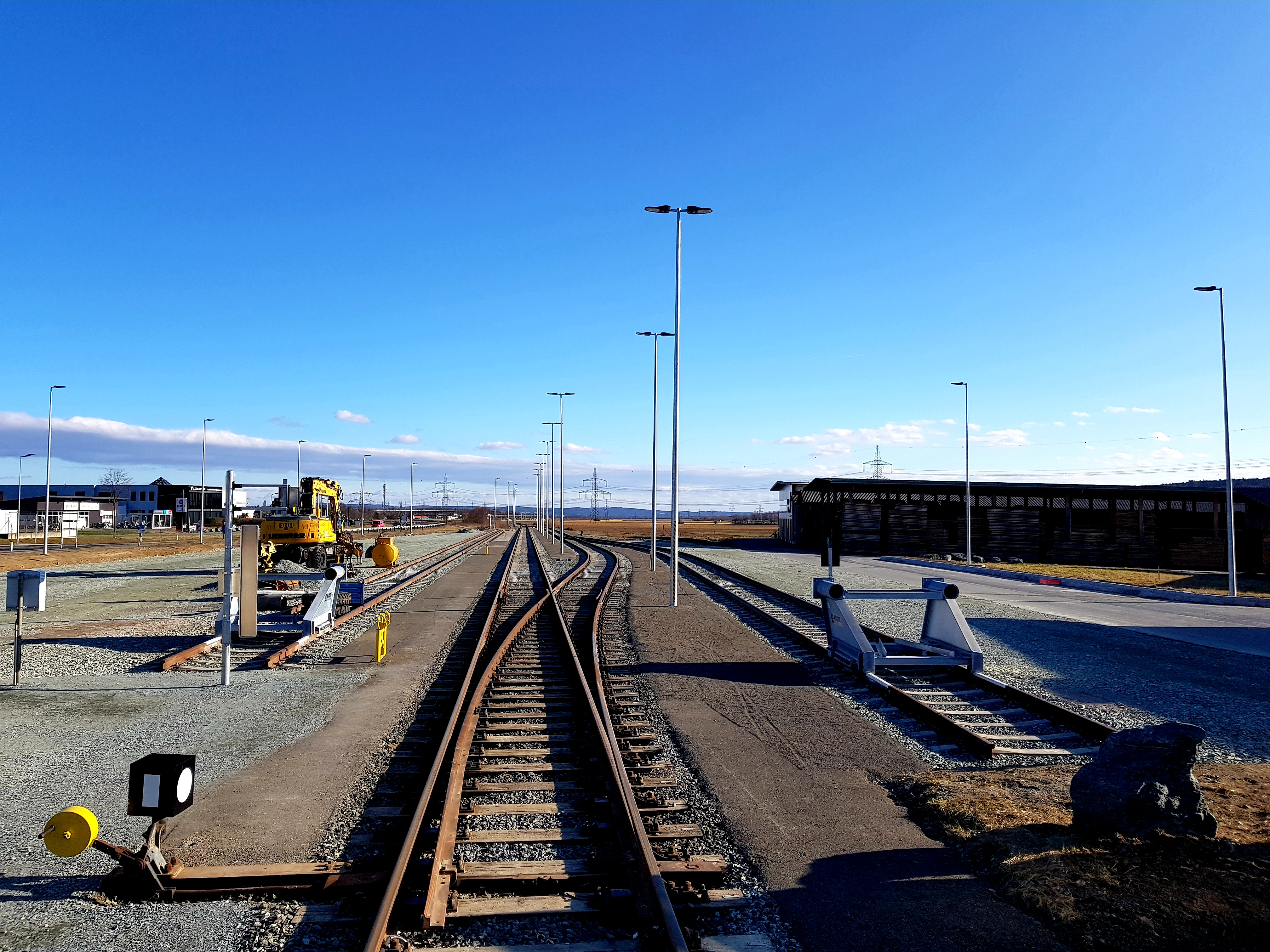
Vasvörösvár megújult állomása
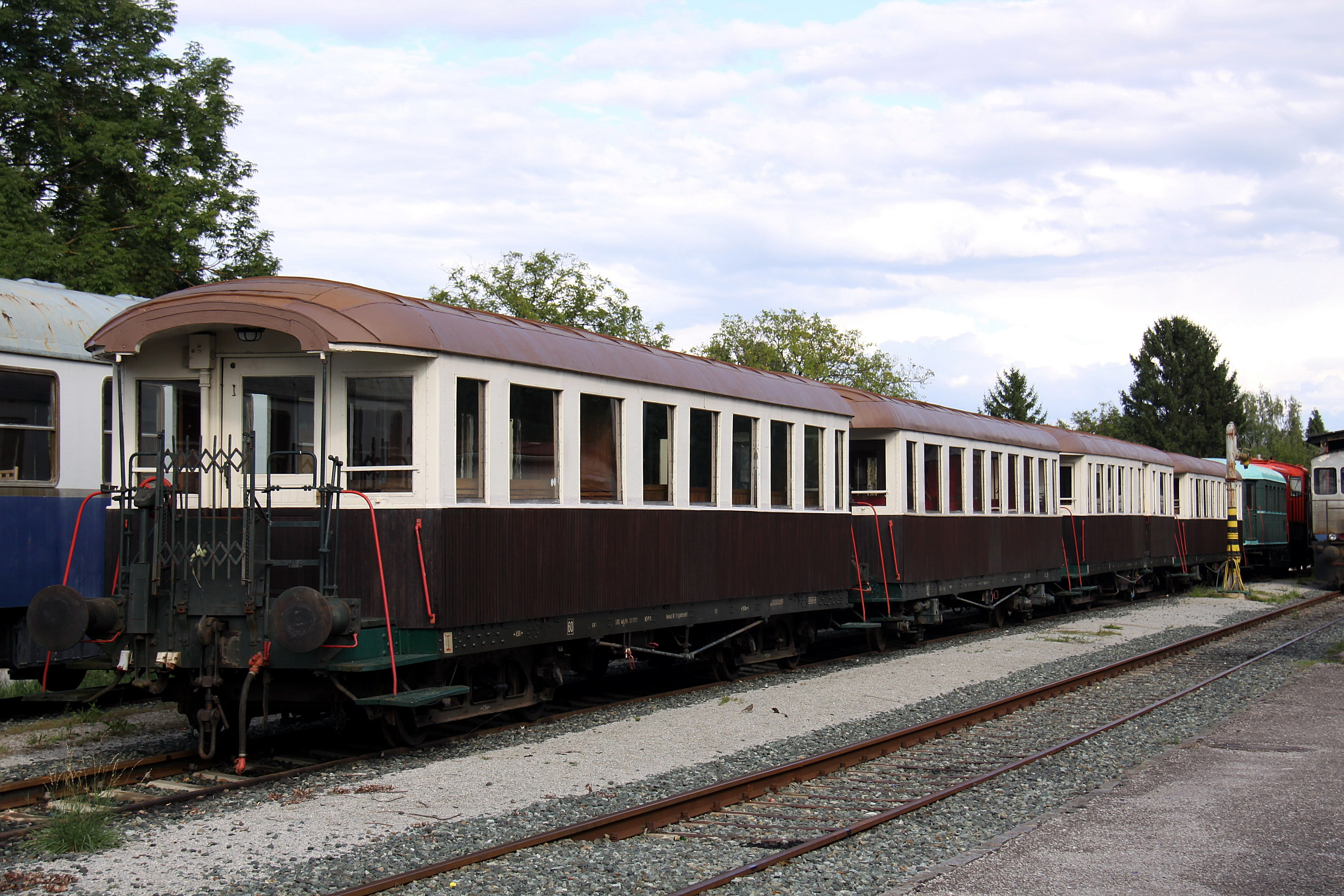
Nagyszentmihály állomása
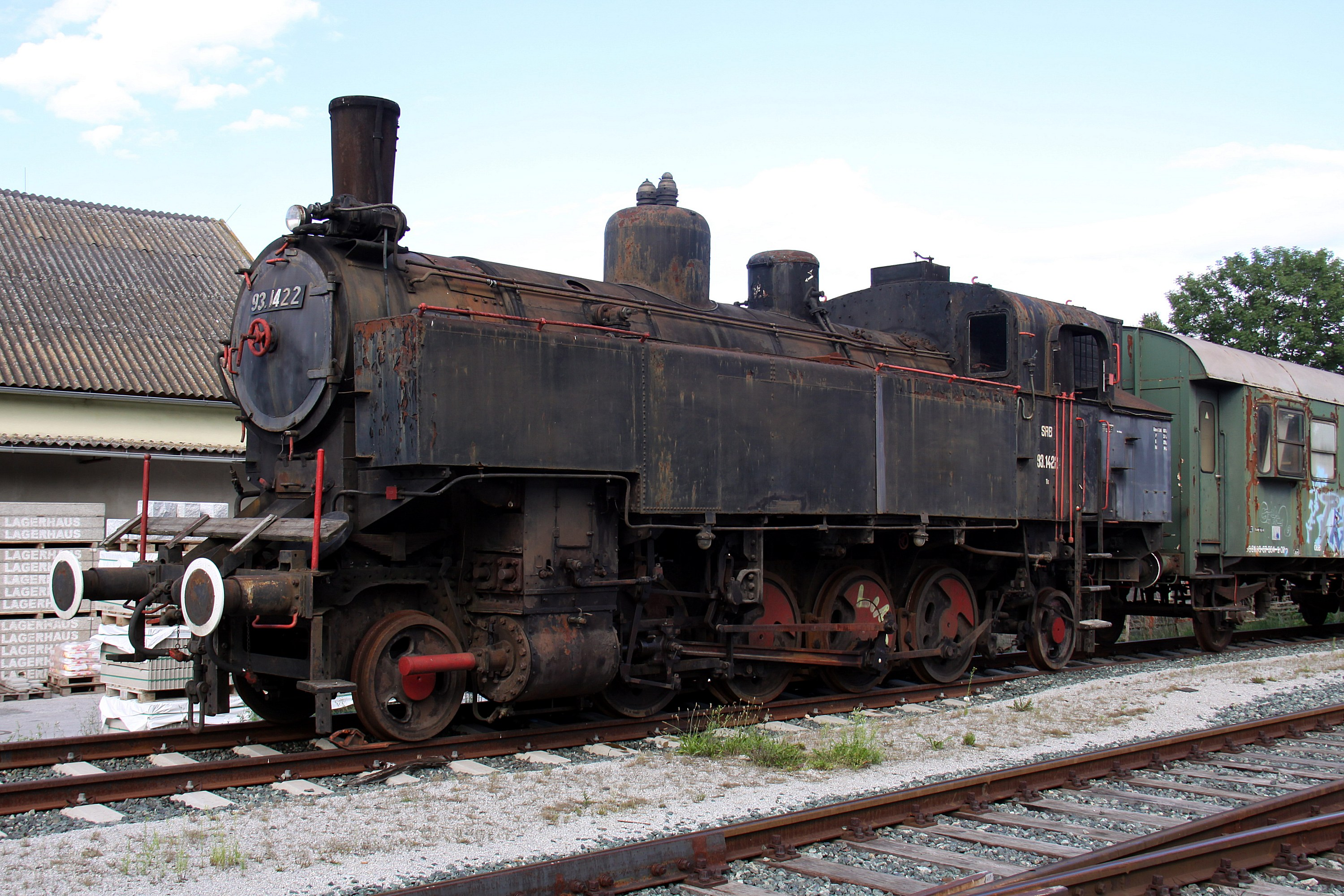
Nagyszentmihály
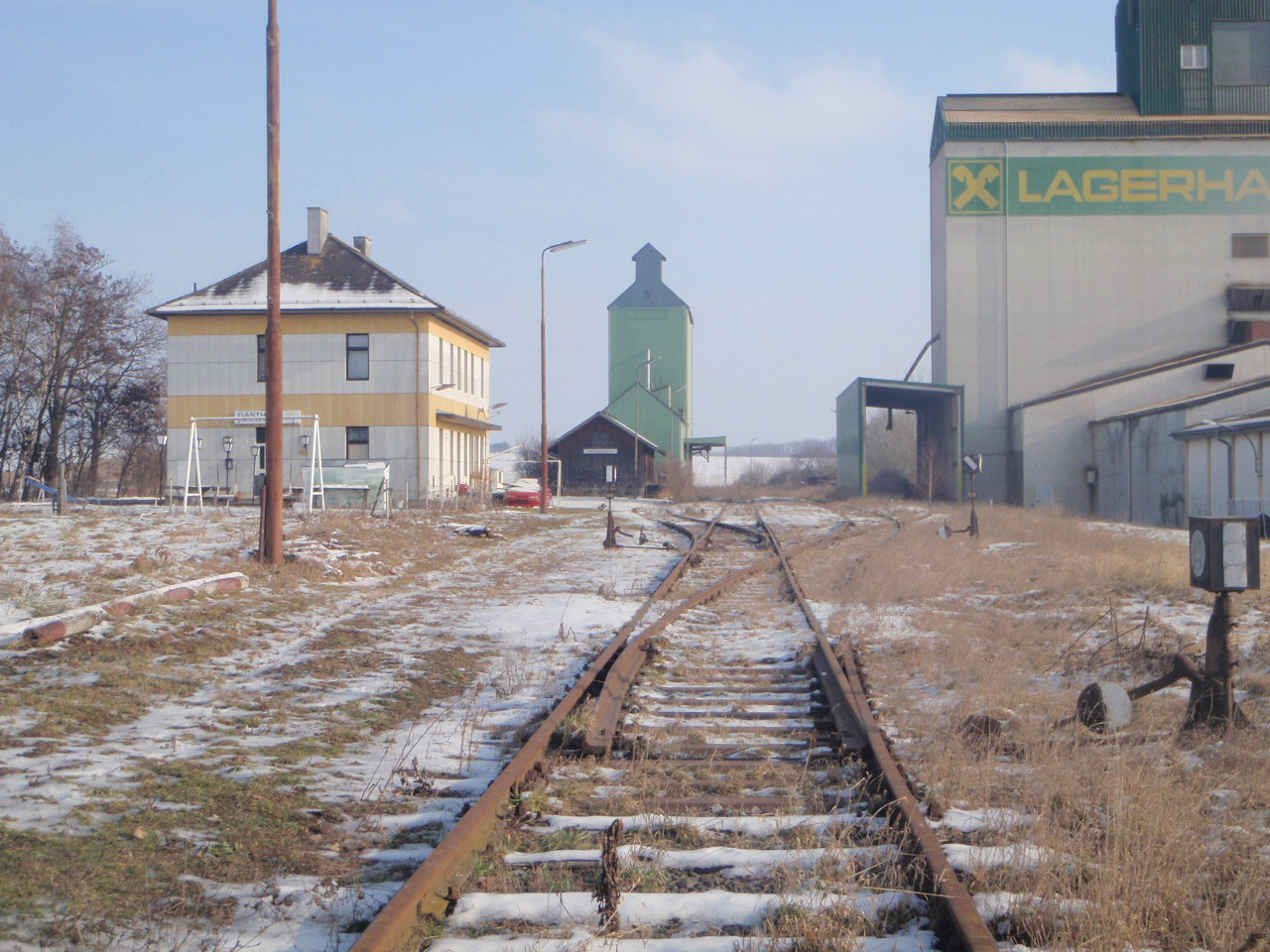
A vasútvonal vége Rohoncnál
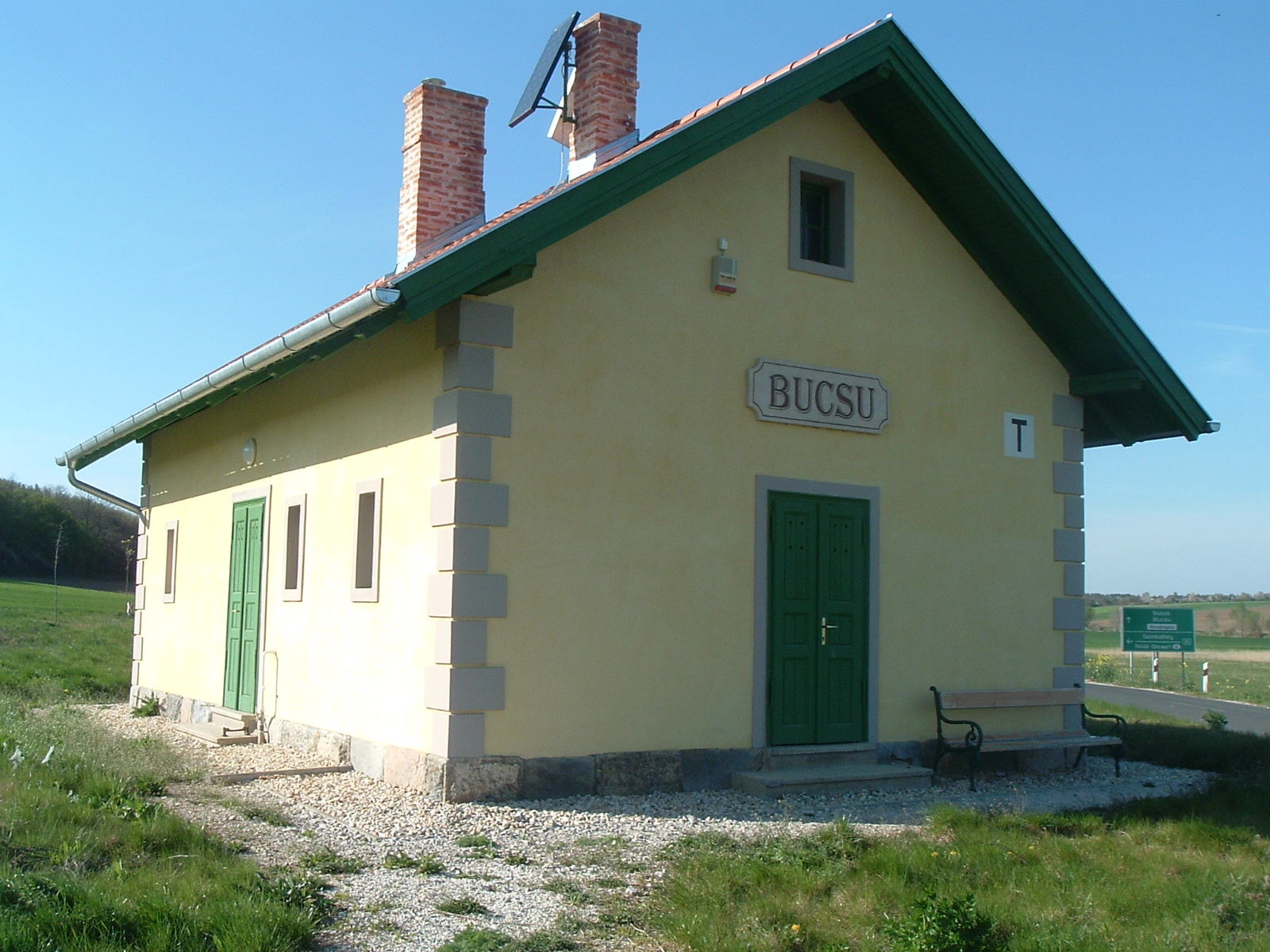
Az egykori pinkafői vasút állomása Bucsuban
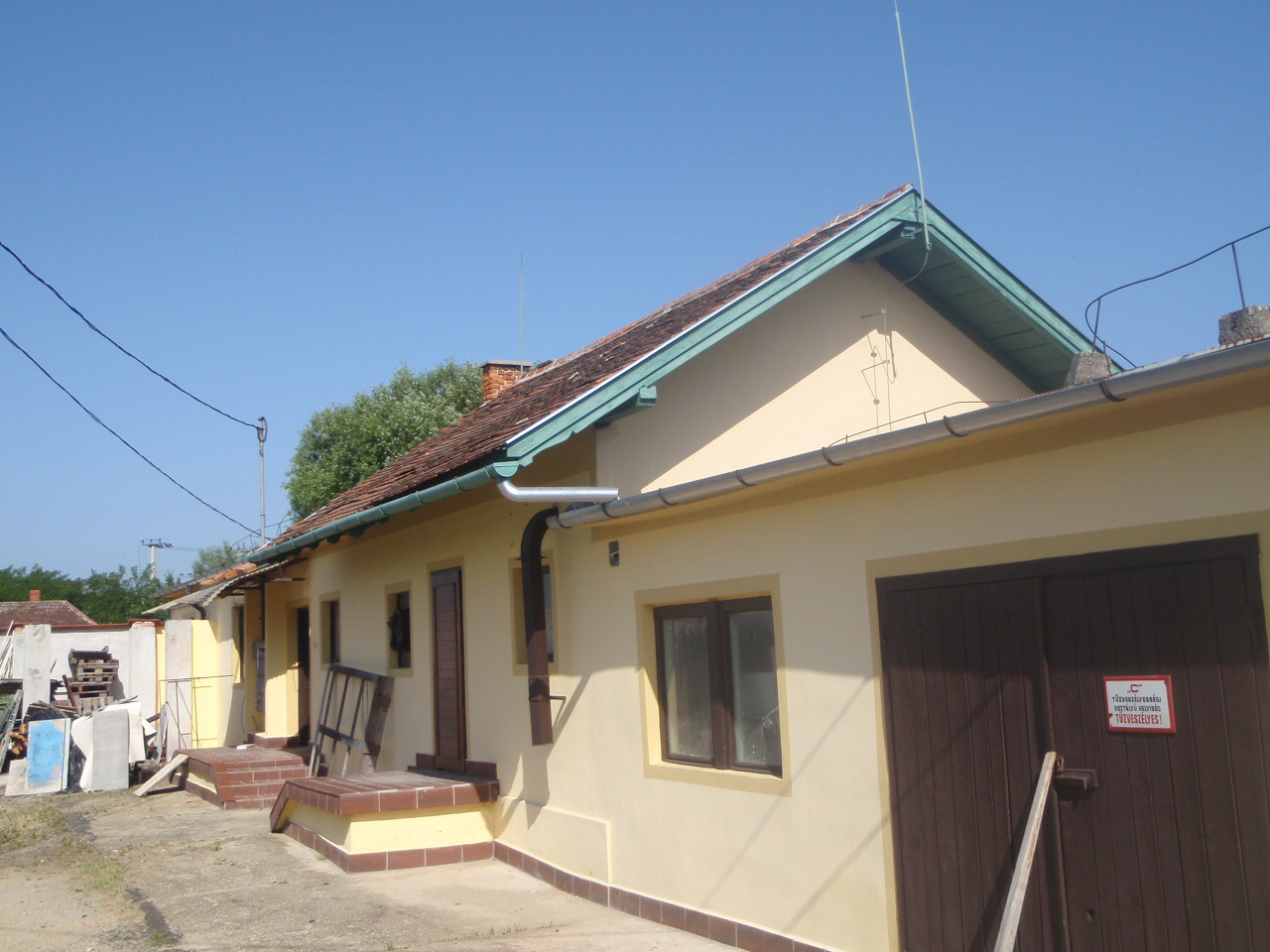
Az egykori állomás Toronyban, ma egy telephely része
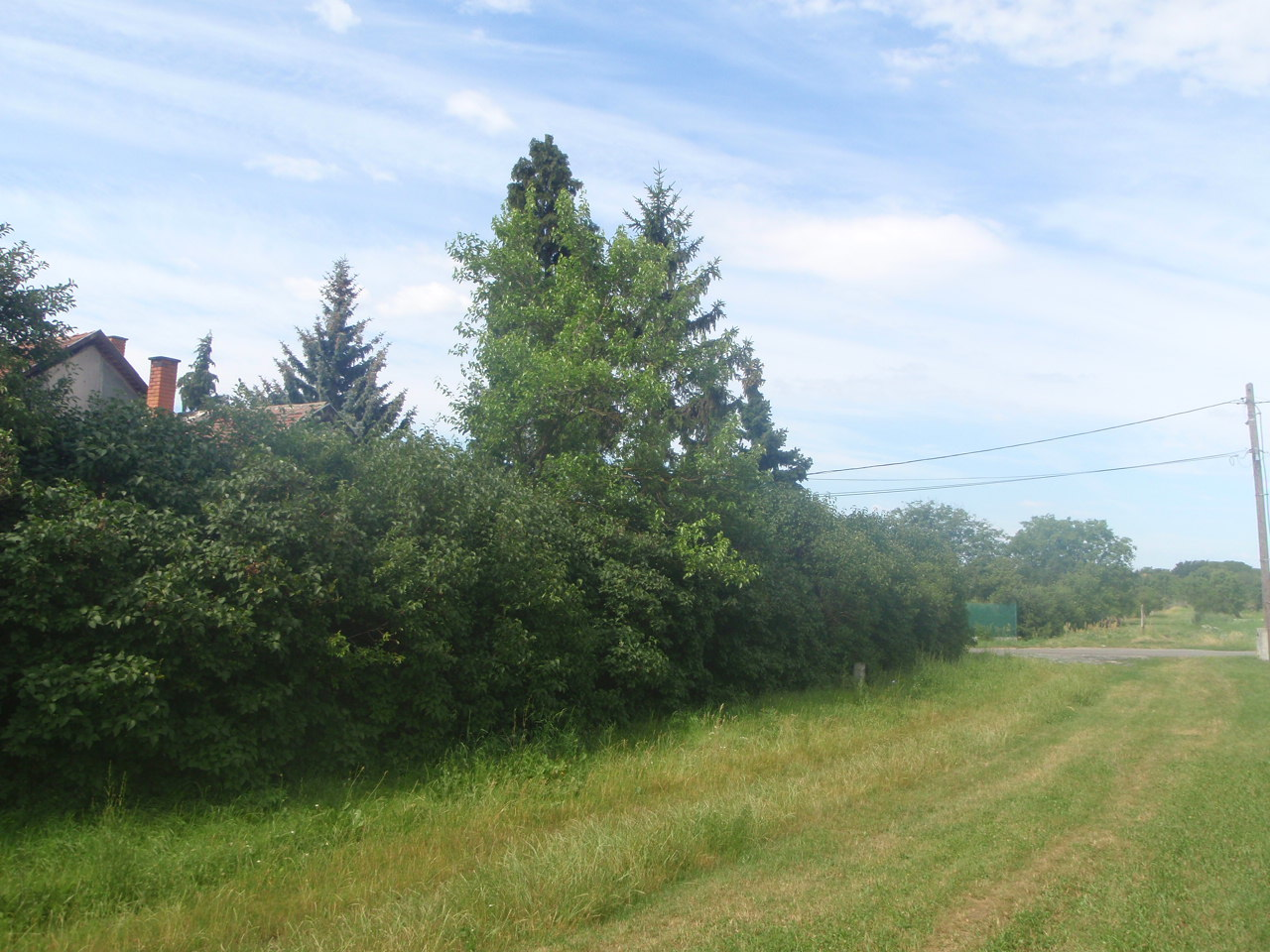
Az egykori állomás Sében, ma lakóház
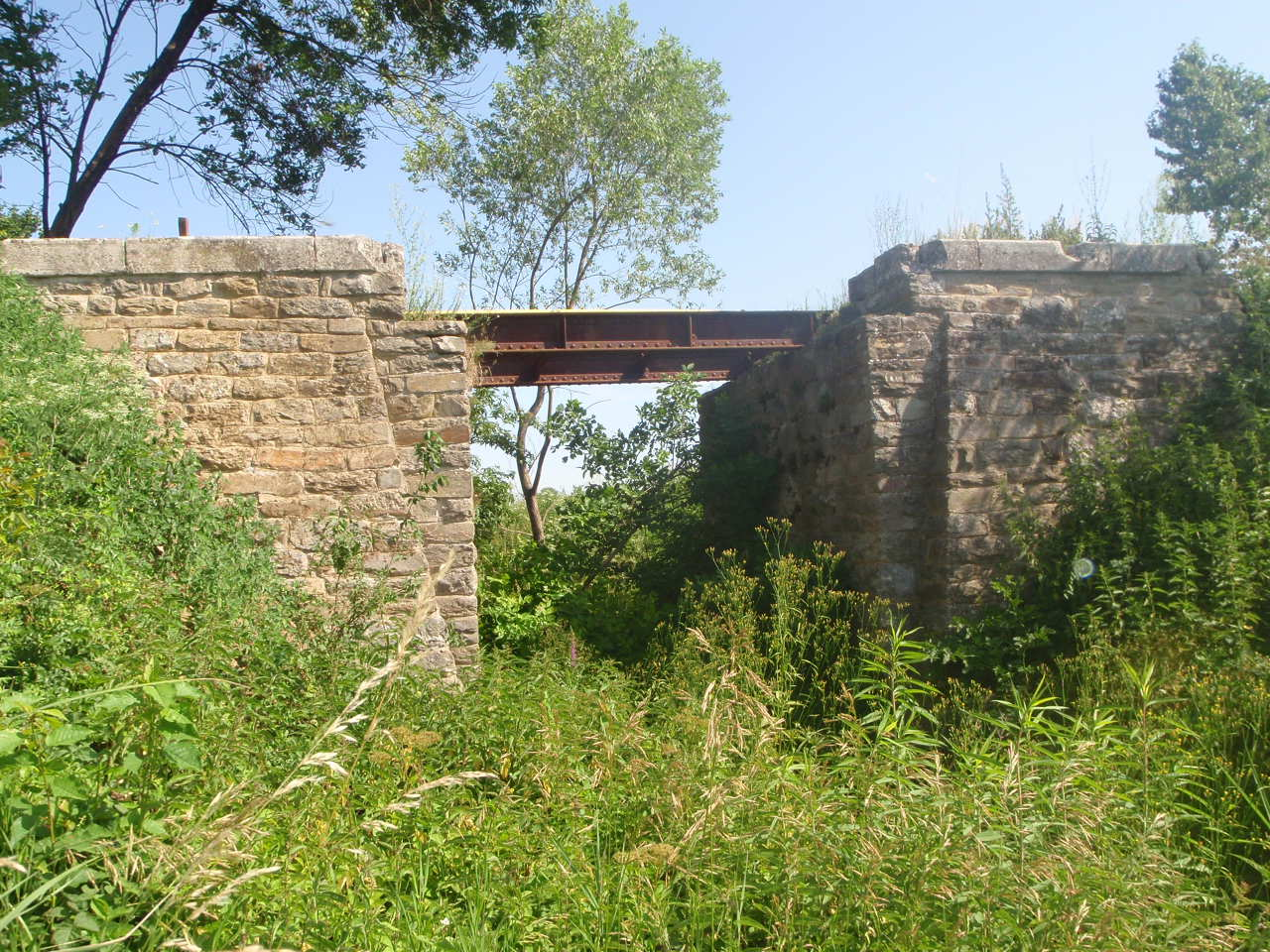
Vasúti híd Sében a Szünösei patak felett
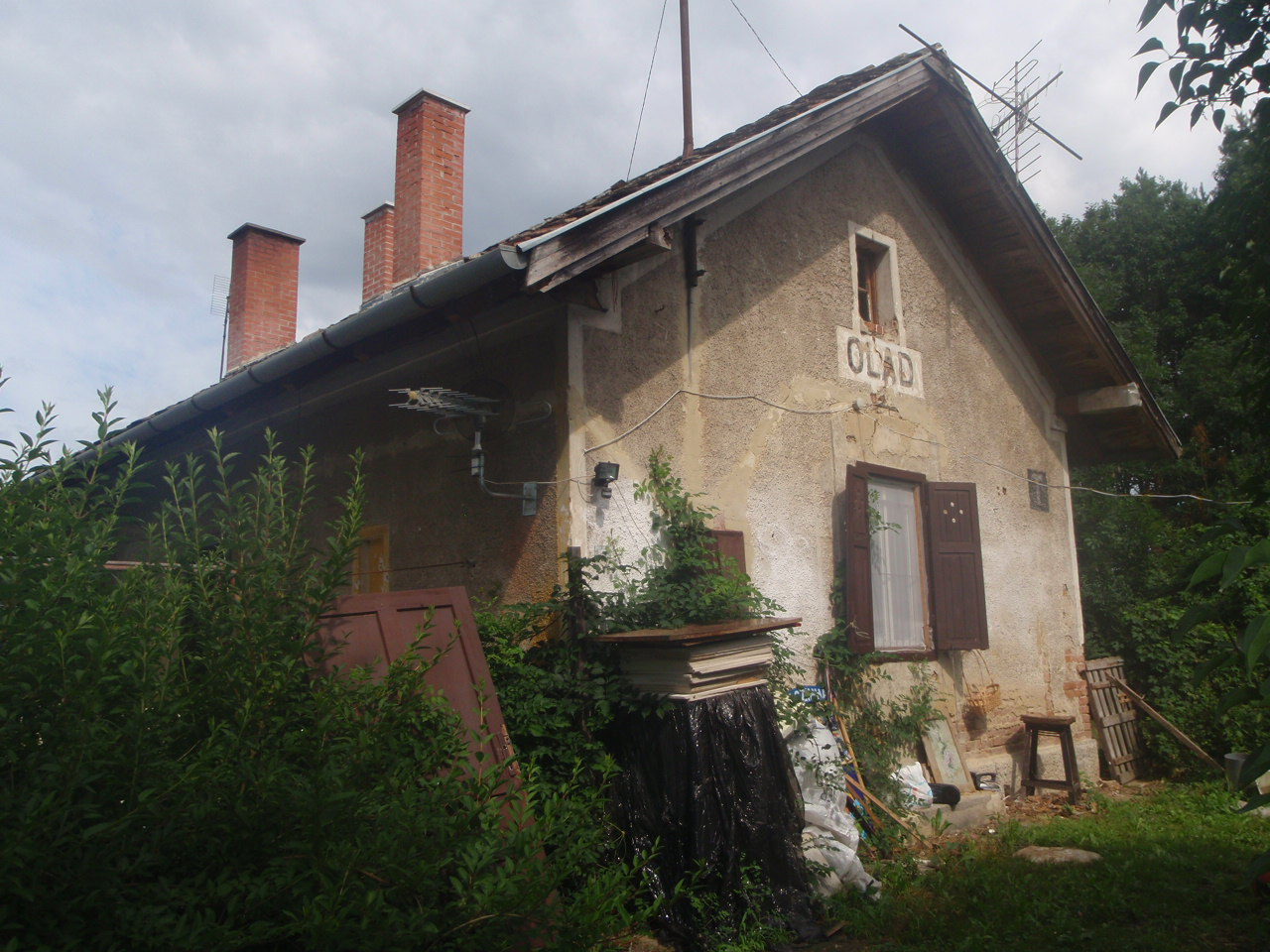
Az egykori állomás Oladon, ma lakóház
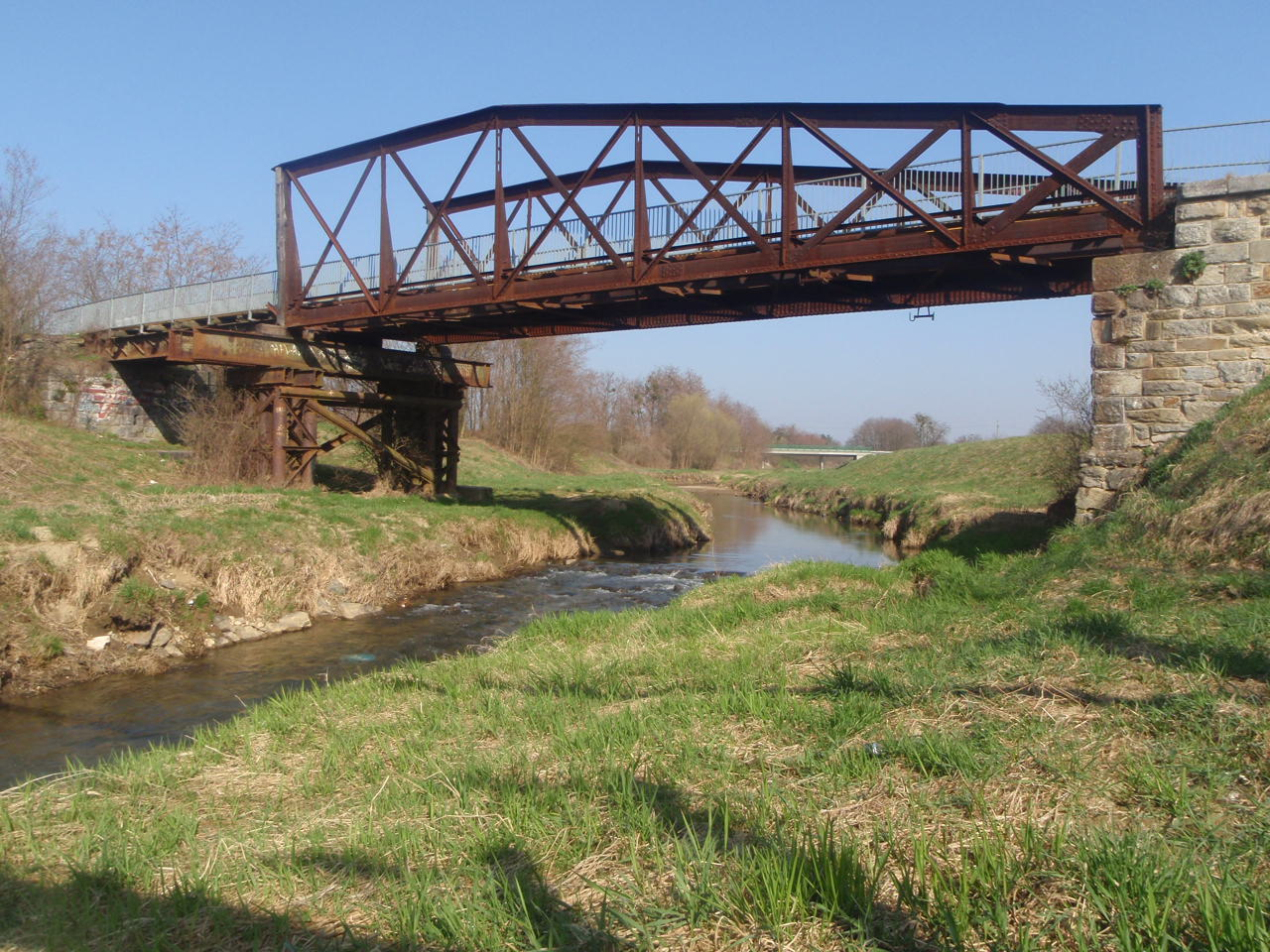
Az egykori vasúti híd a Perint felett Szombathelyen, ma gyaloghíd
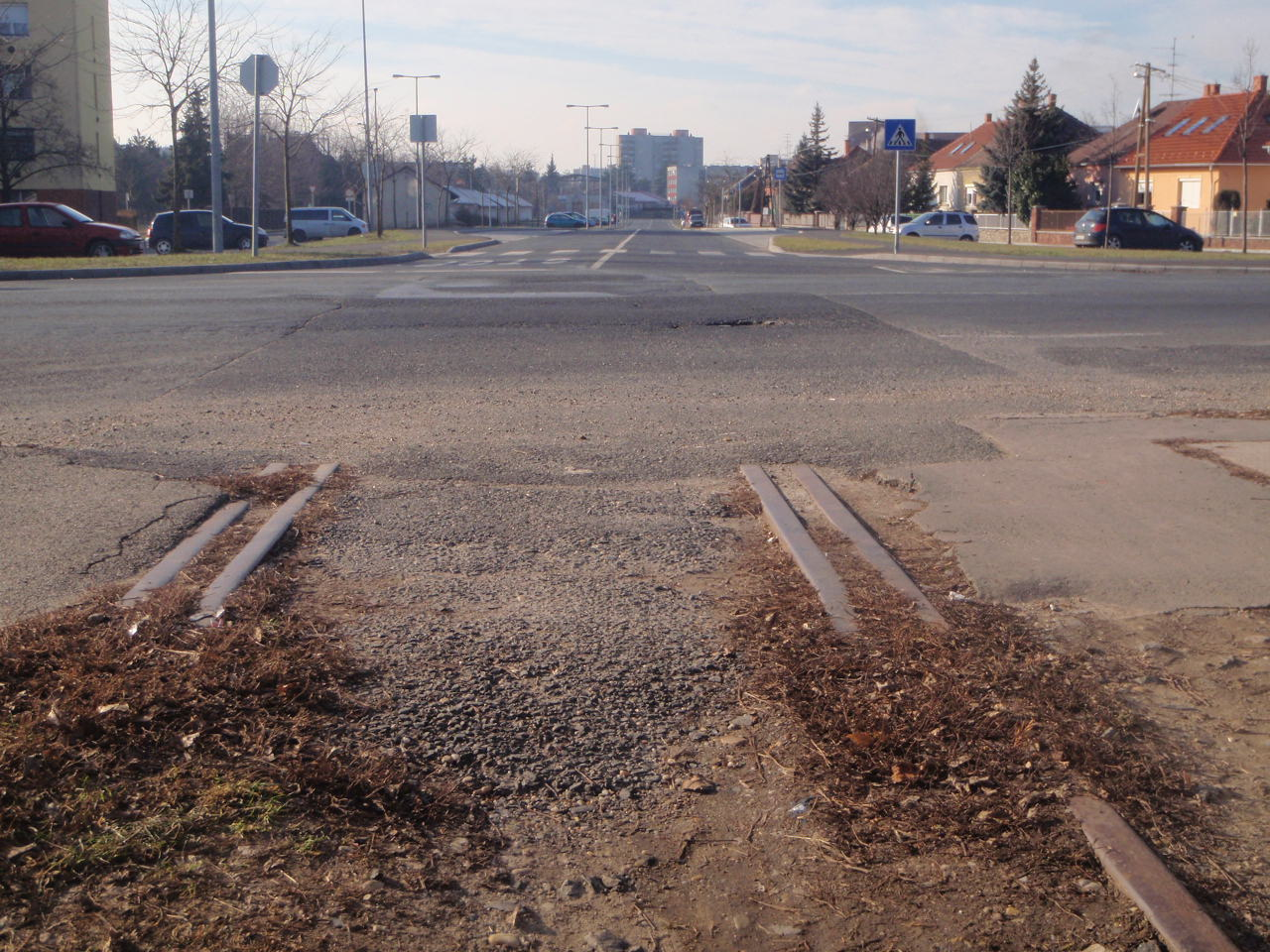
Szombathely, egykori vonalszakasz, ma Alsóőr utca
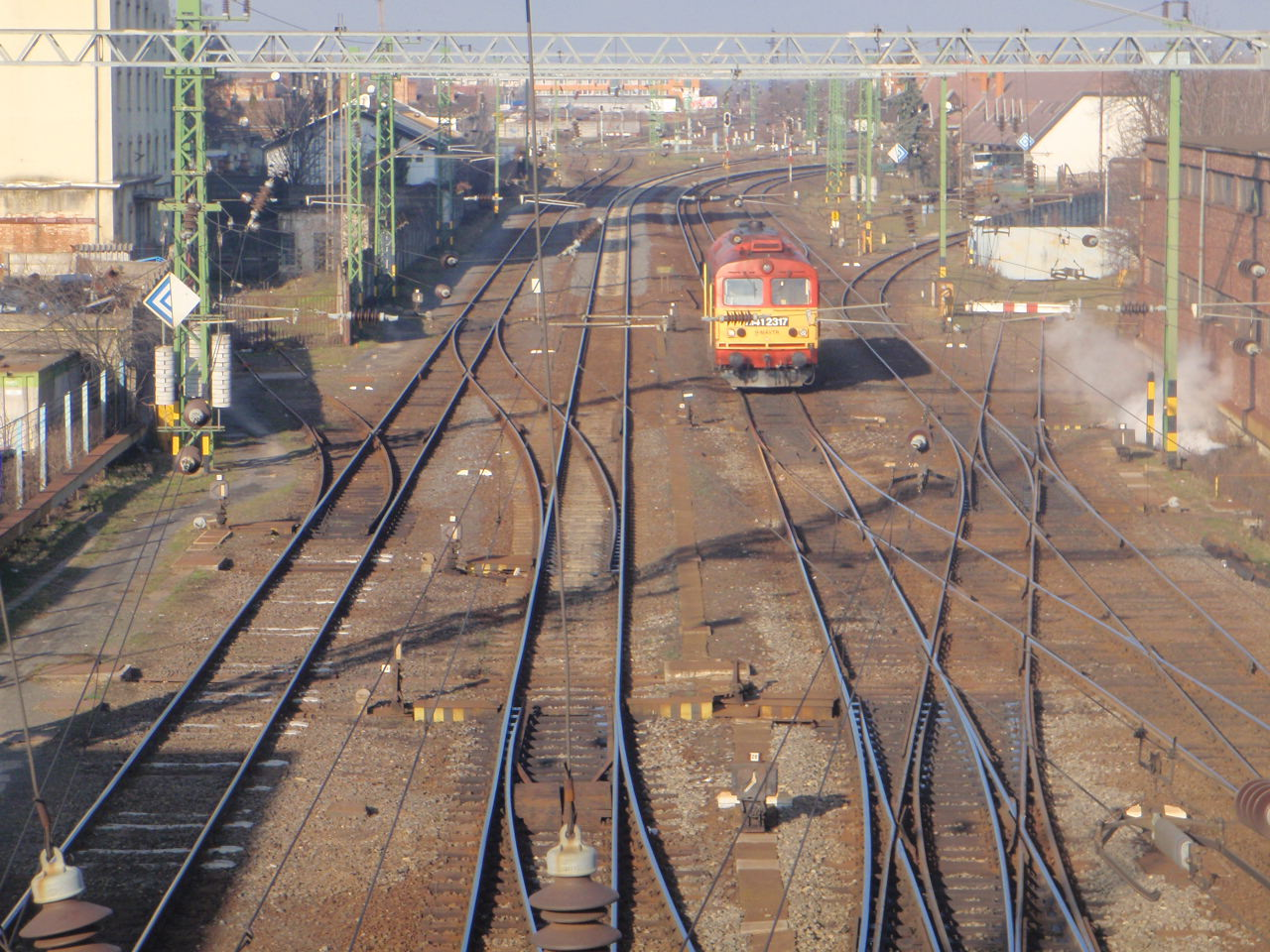
A szombathelyi vasútállomás északi kihúzója, balra az egykori pinkafői vasút, ma kőszegi vonal vágánya

## Fordítás
Ez a szócikk részben vagy egészben a Pinkatalbahn című német Wikipédia-szócikk fordításán alapul.  Az eredeti cikk szerkesztőit annak laptörténete sorolja fel. Ez a jelzés csupán a megfogalmazás eredetét és a szerzői jogokat jelzi, nem szolgál a cikkben szereplő információk forrásmegjelöléseként.